# Eita (ort i Tarawa)
Eita Village är en ort i Kiribati.   Den ligger i örådet Tarawa och ögruppen Gilbertöarna, i den sydöstra delen av landet, 12 km öster om huvudstaden Tarawa. Eita Village ligger 11 meter över havet och antalet invånare är 2 299.
Terrängen runt Eita Village är mycket platt.  Närmaste större samhälle är Tarawa, 12,2 km väster om Eita Village. 